# Christer Berglund
Arne Christer Berglund, född 18 december 1950, är en svensk frilansjournalist som främst gjort sig känd för att skriva kriminalreportage i litterär stil, publicerade i tidningar som Café och Veckans Affärer. 2003 tilldelades Christer Berglund priset Årets Journalist av branschorganisationen Sveriges Tidskrifter. Våren 2007 utkom han med antologin I dödens väntrum på Atlas förlag, ett urval av hans reportage skrivna under 15 års tid.